# Autingues
Autingues település Franciaországban, Pas-de-Calais megyében. Lakosainak száma 291 fő (2022. január 1.). Autingues Ardres, Louches és Nielles-lès-Ardres községekkel határos.

## Népesség
A település népességének változása:
| Lakosok száma | 287  | 288  | 295  | 291  | 290  | 289  | 288  | 287  | 291  |
|               | 2013 | 2015 | 2016 | 2017 | 2018 | 2019 | 2020 | 2021 | 2022 |